# Mico Asen di Bulgaria
Mico Asen di Bulgaria (in bulgaro Мицо Асен? o Micho Asen  (Мичо Асен); fl. XIII secolo) è stato un sovrano bulgaro che fu zar di Bulgaria dal 1256 1257.

## Biografia
Mico Asen ascese al trono in virtù del suo matrimonio con Maria, una figlia di Ivan Asen II e Irene Comnena Ducas. Le date di nascita e di morte sono sconosciute e i suoi antecedenti non sono chiari, ma né il suo nome (che si trova in contesti ufficiali e non è il diminutivo di Michele), né la sua carriera, descritte nelle fonti bizantine permettono un'identificazione con Michele, il figlio del principe del Rus' di Kiev e successivamente bano d'Ungheria Rostislav Michajlovič, né alcun altro membro della casa di Černihiv. Risulta pertanto probabile che, come il suo successore Costantino Tikh, Mico abbia adottato il nome di Asen dopo la sua ascesa al trono.
Divenne imperatore della Bulgaria dopo l'assassinio del cugino della moglie, Kaliman II, nel 1256. Anche se riuscì ad acquisire un certo sostegno nella capitale Tărnovo e a Preslav, venne affrontato con ostilità da gran parte della nobiltà di provincia. A seguito di un'oscura e negativa campagna contro Teodoro II Lascaris dell'Impero di Nicea, Mico perse il controllo anche sulla gente comune.
Quando la nobiltà proclamò Costantino I imperatore, Mico e la sua famiglia fuggirono dalla capitale, nel 1257, e tentarono di resistere da Preslav e poi da Mesembria (ora Nesebăr). In cambio di asilo e di terre, girò Mesembria e i suoi dintorni all'imperatore Michele VIII Paleologo e cercò rifugio a Nicea. Gli vennero date terre nella Troade, dove rimase con la sua famiglia. La data della sua morte è sconosciuta, ma è probabile che non fosse più in vita, nel 1277/1278, quando il figlio Ivan III venne proposto come pretendente al trono bulgaro dall'imperatore bizantino Michele VIII.

## Famiglia
Dal suo matrimonio con Maria di Bulgaria, ebbe due figli di cui si abbia notizia:
1. Ivan Asen III, imperatore (zar) di Bulgaria 1279–1280.
2. Kira Maria, che sposò Giorgio Terter I.